# Стоппард, Том
Сэр Том Сто́ппард (англ. Tom Stoppard, при рождении — чеш. Tomáš Straussler; род. 3 июля 1937, Злин, Первая Чехословацкая республика) — британский драматург, режиссёр, киносценарист и критик чешского происхождения. 

## Биография
Том Стоппард — при рождении Томаш Штраусслер — родился в чешском городе Злине в интеллигентной еврейской семье, в которой уже был один сын.
В начале немецкого вторжения в Чехословакию семья Штраусслер бежала в Сингапур. В 1941 году в связи с угрозой неминуемого японского вторжения мать вместе с двумя сыновьями была вынуждена бежать дальше, в Индию; а отец, врач обувной фирмы «Baťa», вместе с другими её работниками-мужчинами был оставлен в Сингапуре, интернирован японскими войсками после захвата ими города и погиб в море при бомбардировке японского судна.
В 1946 году мать Томаша второй раз вышла замуж, за майора британской армии Кеннета Стоппарда — и уехала вместе с ним в Англию. Отчим, дав мальчикам свою фамилию, сделал всё, чтобы они выросли настоящими британцами. Том учился в частных школах-интернатах в Ноттингемшире и Йоркшире. В 1954 году — в возрасте 17 лет — его выгнали из школы и он занялся журналистикой, сотрудничая в бристольских газетах. Приехав в 1960 году в Лондон, он начинает писать для радио и телевидения под псевдонимом Уильям Бут (англ. William Boot), работает театральным критиком.
В 1967 году его первая полнометражная работа «Розенкранц и Гильденстерн мертвы» была поставлена в Национальном театре. За этим последовали другие, в том числе отмеченные наградами работы.
В 1970-х годах начинается международная политическая активность Стоппарда. В феврале 1977 года он впервые побывал в Москве — вместе с сотрудниками Amnesty International. Об этой поездке он написал так: «В Москве мне было страшно. Тут было серо, холодно, за мной следили, фотографировали на улицах, в Питере было чуть лучше». В июне Стоппард встретился с Владимиром Буковским в Лондоне и поехал в Чехословакию. Там он познакомился с оппозиционным драматургом Вацлавом Гавелом, которому посвятил свою следующую пьесу «Профессиональный трюк», в предисловии к которой писал, что поводом к созданию её стало появление «Хартии 77». Стоппард также перевёл некоторые работы Гавела на английский; работал в журнале Index on Censorship, защищающем свободу слова, и в комиссии против злоупотребления психиатрией. В 1983 году в Стокгольме была основана премия Тома Стоппарда для неофициальных чешских авторов.
В 1997 году был посвящён в рыцари.
Член Королевского литературного общества.

## Творчество
В своих пьесах зрелого[когда?] периода, с элементами сюрреализма, Стоппард поднимает философские вопросы морали и свободы личности. Пьесы Стоппарда долгое время были основой репертуара Национального театра в Лондоне.
- 1966 — «Розенкранц и Гильденстерн мертвы» (англ. Rosencrantz and Guildenstern are Dead). Принесла автору известность.
- 1974 — Travesties, историческая фантастика на основе гипотетической встречи Ленина, Джойса и Тристана Цара в Цюрихе, где все они жили во время Первой мировой войны[6].
- 1977 — Every Good Boy Deserves Favour. Пьеса-протест против советской карательной психиатрии. Посвящена советским диссидентам Файнбергу и Буковскому[7][8].
- 2002 — «Берег Утопии», пьеса. Тема драматической трилогии — развитие русской политической мысли XIX века. Действующие лица — А. Герцен, П. Чаадаев, И. Тургенев, В. Белинский, М. Бакунин, Н. Огарёв, Н. Станкевич, Н. Чернышевский, Т. Грановский, И. Аксаков, К. Маркс и многие другие.

## Награды
- Командор ордена Британской империи (1978)
- Рыцарь-бакалавр (1997)
- Орден Заслуг (2000)
- Премия Дэна Дэвида (2008)
- Императорская премия (Япония) (2009)

Почётный доктор Оксфорда (2013), Йеля и Кембриджа и других университетов.

## Семья
Родители Стоппарда поженились 23 июня 1934 года. Его отец Евжен Штраусслер (1908, Podmokly под Дечином — 1942, Сингапур) вырос в Брно, где окончил классическую гимназию и медицинский факультет университета; в 1929 году он был председателем исполнительного комитета Еврейского объединения Чехословакии; с 1932 года служил врачом обувной фабрики «Baťa» в Злине. Автор научных статей и брошюр на медицинские темы. Мать Стоппарда Марта Штраусслер (урождённая Бек; 1911—1996) с 1935 года работала медсестрой на обувной фабрике «Baťa». Старший брат Томаша Пётр Штраусслер (Peter Stoppard) родился 28 августа 1935 года в Злине.
Оставшиеся в годы войны в Чехословакии родственники Стоппарда, включая бабушек, дедушек и трёх сестёр его родителей, погибли во время Холокоста.
Стоппард был женат трижды. У него четверо сыновей от двух браков и, как говорит сам Стоппард, «один мой сын — актёр, а другой совершенно не любит театр».
- Первая жена (1965–1972) — Джози Ингл, медсестра; 
  - Сын — Оливер Стоппард,
  - Сын — Барнаби Стоппард,
- Вторая жена (1972—1992) — Мириам Стоппард[англ.] (урожд. Стерн; род. 1937) — английский литератор и телеведущая.
  - Сын — Эд Стоппард (род. 1974), британский актёр.
  - Сын — Уилл Стоппард, женатый на скрипачке Линзи Стоппард[англ.]   (род. 1979).
- Третья жена (с 2014) — Сабрина Гиннесс[англ.] (Sabrina Guinness), британско-ирландская телепродюсер[13]

## Фильмография

### Сценарист
- 1970 — / The Engagement
- 1975 — Романтичная англичанка / The Romantic Englishwoman
- 1978 — Отчаяние / Despair
- 1979 — Человеческий фактор[англ.] / The Human Factor
- 1985 — Бразилия / Brazil
- 1987 — Империя солнца / Empire of the Sun
- 1990 — Розенкранц и Гильденстерн мертвы / Rosencrantz & Guildenstern Are Dead
- 1990 — Русский дом / The Russia House
- 1991 — Билли Батгейт / Billy Bathgate
- 1998 — Влюблённый Шекспир / Shakespeare in Love
- 2012 — Конец парада / Parade’s End
- 2012 — Анна Каренина / Anna Karenina
- 2017 — Тюльпанная лихорадка / Tulip Fever

### Режиссёр
- 1990 — Розенкранц и Гильденстерн мертвы / Rosencrantz & Guildenstern Are Dead

## В русском театре
- 1990 — «Розенкранц и Гильденстерн мертвы», Московский академический театр имени Владимира Маяковского, режиссёр Е. Арье.
- 2002 — «Розенкранц и Гильденстерн мертвы», Харьковский театр «Новая Сцена», режиссёр Н. Осипов.
- 2002 — «Отражения», рамках проекта Комитета по культуре правительства Москвы и Союза Театральных деятелей РФ «Свободные площадки», режиссёр В. Данцигер
- 2003 — «Отражения», Харьковский театр «Новая Сцена», режиссёр Н. Осипов.
- 2007 — «Берег Утопии» РАМТ, режиссёр А. Бородин. Спектакль удостоен специального приза российской театральной премии Золотая Маска (2009), премии Москвы (2010), Большого хрустального гвоздя премии СТД РФ (2009), Международной премии Станиславского (2008), а также Театральной премии Москвы «Хрустальная Турандот» (2008).
- 2009 — «Розенкранц и Гильденстерн мертвы», Другой театр, режиссёр Павел Сафонов.
- 2009 — «Аркадия», Театр на Малой Бронной, режиссёр Сергей Голомазов
- 2012 — «Отражения, или Истинное» Театра имени Пушкина, режиссёр О. Тополянский[14]
- 2012 — «Rock’n’roll» РАМТ, режиссёр А. Шапиро
- 2014 — «Аркадия», Театр-студия «Манекен», режиссёр Владимир Филонов
- 2015 — «Розенкранц и Гильденстерн мертвы», Новосибирский академический молодёжный театр «Глобус», режиссёр Алексей Крикливый.
- 2018 — «Влюблённый Шекспир» Московский драматический театр имени Пушкина. режиссёр Е. Писарев[15].
- 2019 — «Проблема» РАМТ, режиссёр А. Бородин.
- 2021 — «Аркадия» Камышинский драматический театр, режиссёр П. Лаговский
- 2023 — «Леопольдштадт» РАМТ, режиссёр А. Бородин.